# Sonata para piano n.º 31 (Beethoven)

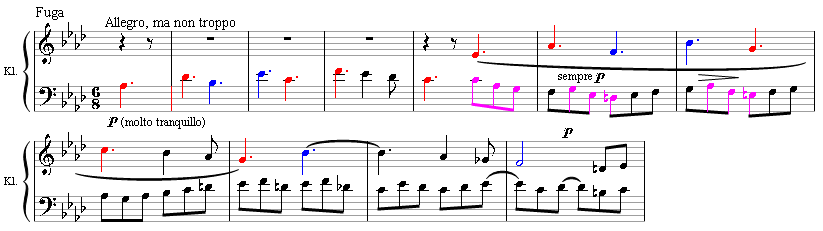
Abertura da fuga do terceiro movimento da sonata para piano opus 110 de Beethoven

A Sonata para piano n.° 31 em lá bemol maior, opus 110, é uma sonata para piano composta por Ludwig van Beethoven em 1821 e publicada em 1822. É uma obra sem dedicatória, o que é algo raro na produção beethoveniana.
Penúltima das sonatas de Beethoven, a sonata n.° 31 tem três movimentos:
- Moderato cantabile molto espressivo
- Allegro molto
- Adagio, ma non troppo — Fuga : Allegro, ma non troppo

O moderato do primeiro movimento segue a forma sonata, marcado con amabilità, e é seguido por um scherzo rápido. O finale inclui um recitativo lento e um arioso dolente, uma fuga, um regresso ao lamento do arioso, e uma segunda fuga que leva a uma conclusão afirmativa.

## Partitura
- Sonata para piano n.° 31 de Beethoven: partituras livres no International Music Score Library Project.